# Parc d'État de Worlds End
Le parc d'État de Worlds End (Worlds End State Park) est un parc d'État de la Pennsylvanie, dans le comté de Sullivan, aux États-Unis. Il abrite le Worlds End State Park Family Cabin District, un district historique inscrit au Registre national des lieux historiques depuis le 18 mai 1987.